# Európa-pártiság
Az Európa-pártiság (angolul Pro-Europeanism) szélesen vett értelemben olyan politikai orientáció, amely az európai nemzetek közti együttműködést támogatja. Szorosabb értelemben, amennyiben az európai integrációval, illetve az Európai Unióval kapcsolatban használják, ezek támogatását jelenti.
Az euroszkepticizmus ellentéte, amely az európai integrációval kapcsolatos kételyekre vagy egyenesen az elutasítására koncentrál. Az anti-Európa-pártiság (angolul anti-Europeanism) az angol nyelvű szakirodalomban nem az Európa-pártiság ellentéte: az olyan attitűdökre utal az amerikai külpolitikájában, melyek elutasítóak a transzatlanti kapcsolatokkal szemben.

## Európa-párti pártok az EU-ban
A következő lista olyan politikai pártokat tartalmaz, amelyek az EU valamelyik tagállamában működnek, öndefiníciójukban szerepel, hogy Európa-pártiak, vagy annak tartják őket.
- Ausztria: Osztrák Néppárt,[1] Ausztria Szociáldemokrata Pártja,[2] Osztrák Zöld Párt, NEOS[3]
- Belgium: Reformist Mouvement, Nyílt Flamand Liberálisok és Demokraták (Open Vlaamse Liberalen en Democraten), Parti Socialiste, Kereszténydemokrata és Flamand, Ecolo, Green
- Bulgária: Demokraták az Erős Bulgáriáért,[4][5][6] Polgárok Bulgária Európai Fejlődéséért,[6] Demokraták az Erős Bulgáriáért,[6] Mozgalom a Jogokért és Szabadságokért
- Csehország: Cseh Szociáldemokrata Párt, ANO 2011, TOP 09, Keresztény és Demokrata Unió – Csehszlovák Néppárt, Zöld Párt
- Dánia: Dán Szociálliberális Párt,[7] Szociáldemokraták, Venstre, Konzervatív Néppárt
- Észtország: Szociáldemokrata Párt, Észt Centrumpárt, Észt Reformpárt, Észt Zöldek, Pro Patria és Res Publica Unió, Észtország Konzervatív Néppártja, Észt Szabad Párt
- Finnország: Centrumpárt, Nemzeti Koalíció, Finn Szociáldemokrata Párt, Zöld Liga
- Franciaország: Demokratikus Mozgalom, Republikánus Párt, Szocialista Párt, Europa Ökológia – A Zöldek, Baloldali Radikális Párt, Demokraták és Függetlenek Uniója
- Németország: Szövetség ’90/Zöldek, Kereszténydemokrata Unió, Bajor Keresztényszociális Unió, Németország Szociáldemokrata Pártja, Német Szabaddemokrata Párt
- Görögország: Új Demokrácia, Pánhellén Szocialista Mozgalom (Paszok), A Folyó
- Magyarország: Tisztelet és Szabadság Párt, Demokratikus Koalíció, Jobbik, Magyar Szocialista Párt, Magyar Liberális Párt, Modern Magyarország Mozgalom, Momentum Mozgalom, Párbeszéd, Együtt – a Korszakváltók Pártja, Polgári Konzervatív Párt, Egységben Magyarországért
- Írország: Fine Gael, Fianna Fáil, Munkáspárt, Zöld Párt
- Olaszország: Demokrata Párt, Forza Italia, Népi Alternatíva
- Luxemburg: Keresztényszociális Néppárt (Luxemburg), Luxembourgi Szocialista Munkáspárt, Demokrata Párt, Zöld Párt
- Hollandia: 66-os Demokraták, Szabadság és Demokrácia Néppártja, Munkáspárt, Kereszténydemokrata Tömörülés, GroenLinks
- Lengyelország: Polgári Platform, .Modern, Lengyel Néppárt, Demokratikus Bal Szövetsége, Tavasz
- Portugália: Szociáldemokrata Párt, Szocialista Párt, Ökológus Párt "A Zöldek", Emberek–Állatok–Természet Párt
- Románia: Szociáldemokrata Párt, Nemzeti Liberális Párt, Népi Mozgalom Párt, Romániai Magyar Demokrata Szövetség, Mentsétek meg Romániát Szövetség
- Szlovákia: Kereszténydemokrata Mozgalom, Szlovák Demokratikus és Keresztény Unió – Demokrata Párt, Irány – Szlovák Szociáldemokrácia, Most–Híd, Progresszív Szlovákia
- Spanyolország: Néppárt, Spanyol Szocialista Munkáspárt, Polgárok – A Polgárság Pártja, Equo, Unió, Haladás és Demokrácia
- Svédország: Szociáldemokrata Párt, Mérsékelt Párt, Centrumpárt, Liberálisok, Kereszténydemokraták

## Fordítás
- Ez a szócikk részben vagy egészben  a   Pro-Europeanism című angol Wikipédia-szócikk fordításán alapul.  Az eredeti cikk szerkesztőit annak laptörténete sorolja fel. Ez a jelzés csupán a megfogalmazás eredetét és a szerzői jogokat jelzi, nem szolgál a cikkben szereplő információk forrásmegjelöléseként.